# Ališer Usmanov
Ališer Burchanovič Usmanov (in russo Алише́р Бурха́нович Усма́нов?; Chust, 9 settembre 1953) è un imprenditore, dirigente sportivo e miliardario uzbeko naturalizzato russo, proprietario del quotidiano Kommersant, comproprietario della holding USM, che comprende il secondo operatore di telefonia mobile russo, MegaFon, il conglomerato industriale russo Metalloinvest, Udokan Copper, che sta sviluppando un grande deposito di rame, e il produttore di cemento Ackermann Cement. Secondo Forbes, nel 2025 ha un patrimonio netto stimato di 16,7 miliardi di dollari.
Dal 2008 è presidente della Federazione internazionale della scherma, incarico da cui si è poi autosospeso. Nel febbraio 2008 la sua Metalloinvest è diventata anche sponsor della Dinamo Mosca, la squadra di calcio della capitale russa. Dopo essere stato anche dal 2007 al 2018 uno dei principali azionisti del club di calcio inglese Arsenal, dal luglio 2019 al 2022 il suo gruppo USM holding è stata lo sponsor dell'Everton Football Club.
Subito dopo l'invasione russa dell'Ucraina, l'Unione europea e gli Stati Uniti d'America lo hanno inserito nella lista dei collaboratori dell'invasione, assoggettandolo a numerose sanzioni.

## Biografia
Di origine uzbeka e di religione musulmana, è nato nel 1953 a Chust, nell'odierno Uzbekistan, ed ha passato gran parte dell'infanzia a Taškent dove il padre lavorava come procuratore di Stato. Nel 1976, con l'idea di voler fare il diplomatico, Ališer Burchanovič Usmanov ha conseguito a Mosca la laurea in diritto internazionale presso l'Istituto Statale dei Rapporti Internazionali di Mosca (MGIMO MID URSS). Quindi è tornato a Tashkent dove è diventato direttore della Foreign Economic Association del Comitato per la pace sovietica e si è laureato nel 1997 all'Accademia delle Finanze del Governo della Federazione Russa in Scienze Bancarie. Ha un’ottima padronanza delle lingue inglese, francese, russa, uzbeka ed araba.
Nell'agosto 1980 fu arrestato e condannato a otto anni di carcere con l'accusa di frode e "furto socialista" nella Repubblica Socialista Sovietica Uzbeka e imprigionato per sei anni. Nel luglio 2000, nove anni dopo la dissoluzione dell'Unione Sovietica, fu riabilitato dalla Corte suprema dell'Uzbekistan che stabilì come "le condanne originali erano ingiuste, nessun crimine fu mai commesso e quelle accuse erano false". Dal 2006 al 2023 è stato membro del consiglio di amministrazione dell'Unione Russa degli Industriali e degli Imprenditori (RSPP).
Usmanov è considerato uno dei più grandi filantropi in Russia, ed è membro del consiglio di amministrazione di una serie di organizzazioni pubbliche, educative e culturali, tra cui la Società geografica russa e l'Istituto Statale dei Rapporti Internazionali di Mosca. Nel 2015 e nel 2017 Usmanov è stato insignito del titolo di mecenate dell’anno, istituito dal Ministero della Cultura della Federazione Russa. Nel maggio 2020 Usmanov è stato in cima alla lista dei contributori alla lotta contro il COVID-19 tra i partecipanti della Sunday Times Rich List con una donazione di £117,7 milioni. Nel 2021 il Sunday Times ha nominato Usmanov il filantropo più generoso; ha donato più di £4,2 miliardi in beneficenza, personalmente e tramite le sue aziende nei 20 anni di storia del Sunday Times Giving List.

### Carriera imprenditoriale

#### I primi anni di carriera

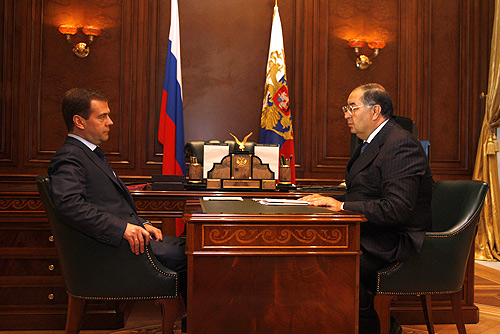
Сon Dmitry Medvedev nel 2008

Usmanov è diventato milionario in dollari negli anni precedenti al crollo dell'Unione Sovietica. Fondò una società privata a fini lucrativi, la cooperativa Agroplast, che produsse sacchetti di plastica. Dopo il collasso dell'URSS, si è arricchito notevolmente, ma ha sempre sottolineato di non aver mai partecipato alla privatizzazione delle proprietà statali.
Prima della caduta dell'URSS nel 1989, Usmanov ha fatto parte della direzione delle organizzazioni non governative e delle compagnie che hanno un ruolo importante nello sviluppo dell'economia della Russia. Dal 1990 al 1994, è stato vice direttore generale della CJSC Intercross.
Negli anni 1994-1998 Ališer Usmanov capeggiava l’azienda interbancaria di gestioni investimenti “Interfin” (ZAO “MIFK Interfin”). Dal 1995 al 1997 è stato il primo vice del Presidente del Consiglio di amministrazione della MAPO-Banca e dal 1994 al 1995 anche Consigliere del Direttore generale della Moscow Aviation Production Association (MAPO).
Dal febbraio 2000 all’ottobre 2014 ha rivestito la carica di direttore generale della “Gazprom Invest holdings”, dopo essere stato consigliere del Presidente del Consiglio di amministrazione della “Gazprom” e primo vice del Direttore Generale della “Gazprom Invest holdings”.

#### USM Holdings e Metalloinvest
Usmanov possiede il 49% di USM, un conglomerato globale che investe principalmente nell'industria metallurgica e mineraria, nelle telecomunicazioni e nella tecnologia. Attraverso USM e come investitore privato, Usmanov ha posseduto delle quote in diverse attività, tra cui partecipazioni in società produttrici di minerale di ferro e di acciaio, aziende del settore mediatico e Internet. Nelle attività del gruppo ci sono l'azienda Metalloinvest, il fornitore principale dei prodotti ferriferi e del ferro bricchettato a caldo nel mercato globale, l’azienda LLC Baikal Mining Company ("Udokan rame"), titolare della licenza per l’estrazione del rame dalla più importante miniera in Russia.
È il comproprietario di Metalloinvest fondata da lui insieme al suo socio Vasiliy Anisimov per gestire le sue acquisizioni nel settore metallurgico. Al contrario dei magnati russi che hanno ottenuto il controllo dei loro imperi attraverso i programmi di privatizzazione degli anni 1990 che prevedevano prestiti in cambio di azioni, Usmanov ha creato Metalloinvest attraverso una serie di acquisizioni sul mercato secondario. Metalloinvest detiene un'ampia gamma di imprese russe attive nel settore metallurgico e minerario, tra cui Lebedinsky GOK e Mikhailovsky GOK; le acciaierie Impianto elettrico e metallurgico di Oskol (Oskol Electrical and Metallurgical Plant) e Acciaio degli Urali (Ural Steel) nonché l'impresa di rottami ferrosi Ural Scrap Company. Nel marzo 2022, Metalloinvest ha venduto Ural Steel all'Impianto di tubazioni di Zagorsk (Zagorsk Pipe Plant).
Nel 2021, USM e Metalloinvest hanno annunciato l'intenzione di costruire uno dei più grandi impianti ecologici al mondo di ferro bricchettato a caldo (HBI) nella regione russa di Kursk, per fornire prodotti più ecologici da utilizzare nella produzione di acciaio, nell'ambito di una crescente attenzione al risanamento dell'industria.

#### Udokan Copper
Nel 2008, Metalloinvest ha acquistato per 500 milioni di dollari la licenza di sfruttamento di Udokan, una miniera scoperta in epoca sovietica rivelatasi uno dei più grandi depositi di rame al mondo. I geologi stimano che la miniera contenga 26,7 milioni di tonnellate di minerale di rame secondo la classificazione JORC.
Nel 2020, Baikal Mining Company (rinominata Udokan copper) ha iniziato l'estrazione a cielo aperto nella miniera di Udokan, che era rimasta intoccata fin dal 1949 a causa della sua posizione allontanata e delle condizioni climatiche estreme.

Lo sviluppo di Udokan prevede la costruzione della prima fase di un impianto minerario e metallurgico per la produzione di rame catodico e di concentrato di rame, nonché la produzione di fino a 125.000 tonnellate annue di rame in aggiunta a 12 milioni di tonnellate di minerale ramoso.

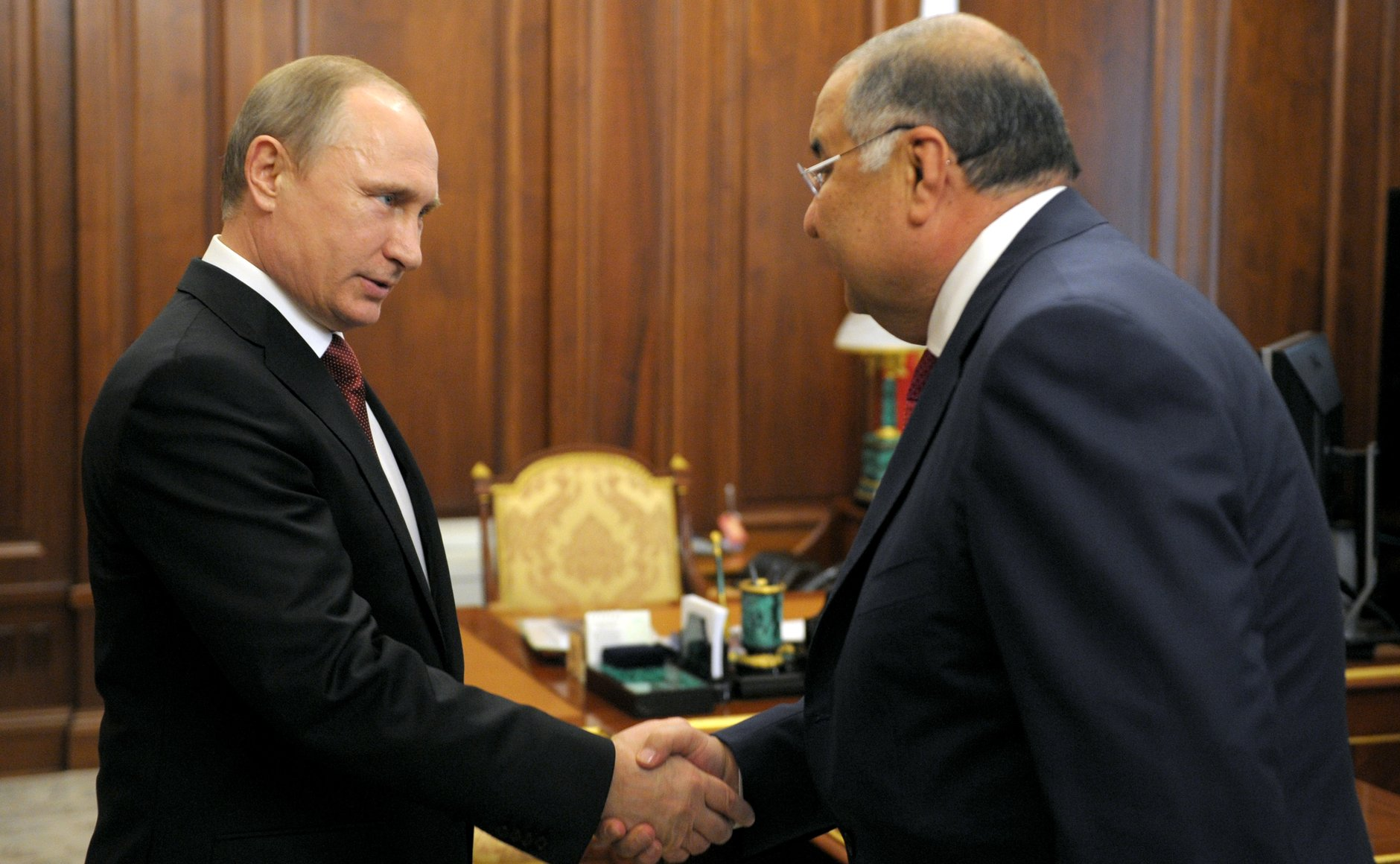
Con Vladimir Putin nel 2015

#### Mail.Ru Group (rinominato VK)
Nel 2008, Usmanov ha fatto conoscenza di Yuri Milner e presto è diventato azionista delle società DST e VK (Mail.ru Group).
Usmanov deteneva una quota del 25,3% di VK e una quota di voto del 60,6% fino a quando, nel 2013, ha venduto parte delle sue azioni per 530 milioni di dollari riducendo le sue partecipazioni rispettivamente al 17,9 e al 58,1%.
Nel 2013, Usmanov, attraverso VK, ha acquisito le azioni di Vk.ru detenute da Pavel Durov, per aiutare quest'ultimo a mantenere il controllo dell'applicazione Telegram richiamato da UCP.
Il 2 dicembre 2021, le azioni della holding detenute da Usmanov sono state vendute alla società di assicurazioni russa Sogaz. Usmanov ha dichiarato che il coinvolgimento di VK ha determinato in gran parte lo sviluppo di USM.

#### Megafon
Tramite USM, Usmanov detiene il 49% del secondo più grande operatore russo di telefonia mobile, MegaFon.

#### Investimenti di portafoglio
Nel 2009, il fondatore e amministratore delegato di Facebook, Mark Zuckerberg, si è rivolto agli investitori russi durante un incontro organizzato da Goldman Sachs. Usmanov ha fatto il suo primo investimento in Facebook nel 2009 tramite Mail.ru, investendo 200 milioni di dollari per una quota dell'1,96% che valutava Facebook di 10 miliardi di dollari. Ha accettato le condizioni di Zuckerberg cedendogli i diritti di voto relativi a quelle azioni.
Con l’IPO del 2012, la valutazione di Facebook è aumentata di varie volte e, vendendo la sua quota, Usmanov ha realizzato un guadagno di almeno 1,4 miliardi di dollari.
Nel 2011, la DST ha effettuato un investimento di 800 milioni di dollari in Twitter.
Tramite Mail.Ru Group, Usmanov ha effettuato degli investimenti importanti in altre aziende tecnologiche internazionali, tra cui Groupon, Zynga, Airbnb, ZocDoc, Alibaba e 360buy.
Nel 2013, avrebbe investito 100 milioni di dollari nel Apple. Successivamente ha alienato le sue azioni all'inizio del 2014.
Usmanov ha dichiarato che l'investimento di Alibaba è aumentato del 500% alla fine del 2014.
Usmanov ha lasciato intendere di aver venduto l'investimento in Facebook, affermando: “Ammiro Facebook, ma ho detto ‘arrivederci’ a Facebook”. Allo stesso tempo, ha dichiarato di aver effettuato un investimento nel “produttore cinese di smartphone a basso costo Xiaomi”, affermando che si tratta di un “futuro gigante tecnologico”, e che sta cercando di investire in India, soprattutto nel settore del commercio online.
Nel settembre 2018, è stato riportato che la Mail.ru avrebbe costituito una impresa comune del valore di 2 miliardi di dollari con Alibaba Group Holding Ltd. L'accordo avrebbe unito le piattaforme commerciali online di entrambe le società nel mercato russo ed è stato sostenuto dal Cremlino attraverso la Fondazione Russa degli investimenti diritti (Russian Direct Investment Fund).

#### Kommersant e le aziende mediatiche
Ad agosto 2006, Usmanov ha iniziato a investire nei media. Ha acquistato Kommersant, un giornale precedentemente posseduto dall'oligarca russo Boris Berezovski, per 200 milioni di dollari.
Usmanov ha anche effettuato un acquisto per 25 milioni di dollari di una quota del 50% del canale televisivo sportivo russo 7TV a novembre 2006 e ha comprato il 75% del canale musicale televisivo russo Muz-TV per 300 milioni di dollari a giugno 2007. Usmanov era comproprietario della holding mediatica UTH, che detiene il 51% della Disney Russia e il 100% dei canali televisivi Muz TV e U. Nel 2017 ha venduto le sue attività televisive al suo socio in affari Ivan Tavrin.

#### Pensionamento
Nel 2012 Usmanov ha annunciato l'intenzione di ritirarsi dagli affari una volta raggiunta “l'età del profeta” (63 anni). Nel 2014, il suo pensionamento è stato messo in atto con la cessazione degli incarichi di gestione attiva e lo spostamento del suo interesse verso le attività filantropiche, tra cui la promozione dello sviluppo dell'Uzbekistan e lo sport. Nel 2023 si è anche ritirato dal consiglio di amministrazione dell'Unione russa degli industriali e degli imprenditori.
Nel 2018 Usmanov ha detto che avrebbe lasciato metà della sua fortuna ai suoi parenti e metà al management della USM.

### Dirigente sportivo
Usmanov ha prestato particolare attenzione allo sviluppo dello sport in Russia e a livello internazionale. Nel 2008 è eletto al vertice della Federazione internazionale della scherma, dopo essere stato presidente dal 2001 al 2009 della Federazione russa di scherma e della Confederazione europea di scherma dal 2005 al 2008. È tutt'oggi Presidente del consiglio di fondazione della Federazione russa di scherma e membro del Consiglio della Fondazione di sostegno agli atleti olimpici russi.
Nel 2014 è stato membro del comitato organizzatore dei XXII Giochi olimpici invernali di Soči.
Dal 2015 Usmanov è stato membro della Commissione del Comitato Olimpico Internazionale per lo Sviluppo della Televisione Olimpica. È stato anche membro della Commissione indipendente pubblica Antidoping, istituita nel 2016 per iniziativa del Presidente della Federazione Russa Vladimir Putin.
Dal 2007 al 2018 Usmanov è stato uno dei principali azionisti del club di calcio inglese Arsenal. Dal luglio 2019 il suo gruppo "USM holding" diviene lo sponsor dell'Everton Football Club
Dopo lo scoppio del conflitto russo-ucraino, il 1º marzo 2022 si è autosospeso da presidente della Federazione internazionale della scherma (FIE), senza tuttavia dimettersi. Il 30 novembre 2024, Usmanov è stato rieletto alla carica di Presidente della FIE, per poi autosopendersi nuovamente il 4 dicembre.

### Rapporti con l'Italia
In novembre 2014 Alisher Usmanov ha stanziato 500mila euro per il restauro della sala degli Orazi e Curiazi dei Musei Capitolini di Roma, nonchѐ della fontana dei Dioscuri in piazza del Quirinale, mentre nel 2015 ha fornito un sostegno finanziario di 1.5 milioni di euro alle autorità romane per eseguire i lavori di restauro della navata della Basilica Ulpia e del colonnato del Foro di Traiano. I lavori sull'anastilosi della navata centrale della Basilica di Ulpia sono stati completati nel 2023.
Nel 2016 il Presidente della Repubblica Italiana Sergio Mattarella ha insignito Usmanov del titolo di Commendatore dell'Ordine al Merito della Repubblica Italiana per il suo contributo alle relazioni italo-russe in segno di grande apprezzamento della sua partecipazione ai progetti di restauro.
Il 19 settembre 2018 il paese di Arzachena, piccolo centro gallurese nel nord est della Sardegna, gli ha conferito la cittadinanza onoraria.
Nel 2020 Alisher Usmanov ha donato mezzo milione di euro alla regione Sardegna per combattere il SARS-CoV-2.

## Riconoscimenti

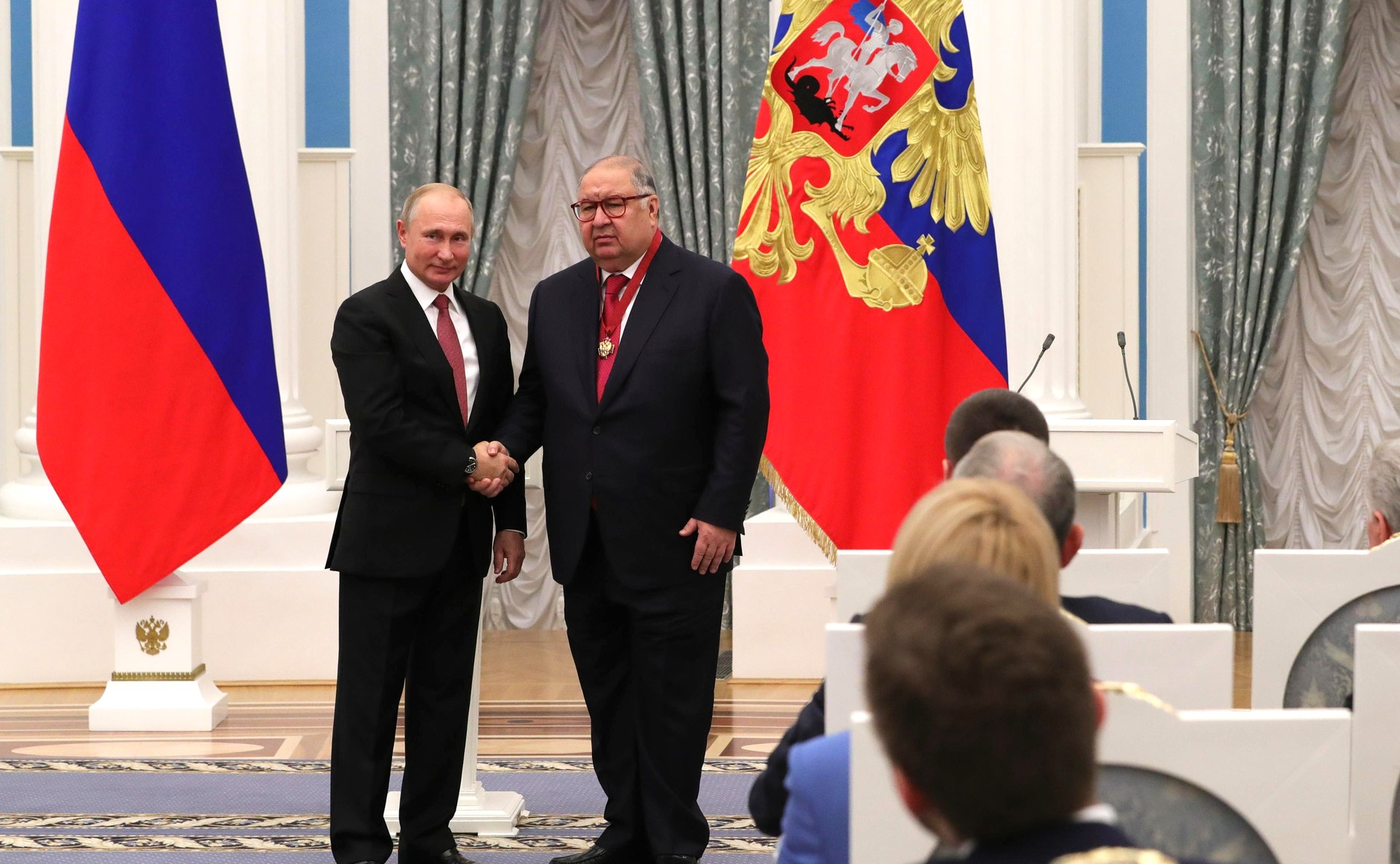
Con Putin nel 2018

Nel 2013 ad A.B. Usmanov è stato conferito l'Ordine “Al merito per la Patria” di IV classe per servizi eccezionali prestati allo stato e attività pubbliche e di beneficenza, ha ricevuto l'Ordine di Aleksandr Nevskij e l'Ordine d'Onore per i suoi risultati lavorativi e molti anni di lavoro coscienzioso, il segno distintivo del Ministero degli Esteri della Russia “Per il contributo alla cooperazione internazionale” e l'Ordine di Amicizia della Repubblica del Kazakistan.
Nel 2016 A.B. Usmanov per il suo contributo alle attività caritative e sociali è stato premiato con il segno di distinzione "Per beneficenza", nonché con il più alto riconoscimento del Consiglio dei Mufti della Russia - Ordine “Al-Fakhr” di I grado - per l’impegno nel rafforzare la comprensione reciproca tra diverse nazionalità.
Nel 2017 A.B. Usmanov ha ricevuto l'onorificenza di Commendatore dell'"Ordine al merito della Repubblica Italiana” per progetti di restauro dei monumenti architettonici. Il premio è stato assegnato dal Presidente italiano Sergio Mattarella.
Nel 2016 la fondazione di beneficenza “Arte, Scienza e Sport” di Usmanov ha ricevuto il più alto riconoscimento del premio “Maschera d'Oro” nella nomination “Per il sostegno delle arti teatrali russe”.
Nel 2017 la Fondazione ha ricevuto il ringraziamento dal Presidente della Federazione Russa per aver partecipato attivamente alla realizzazione dei progetti significativi, attività sociali e di beneficenza, in particolare, alla esecuzione della prima operazione in Russia di inserimento degli impianti retinali a un paziente cieco.
Nel 2018 Usmanov ha ricevuto l'Ordine “El Yurt Hizmati” (“Riconoscimento e rispetto a livello nazionale”) per il suo grande contributo al rafforzamento dei legami economici, sociali, culturali e umanitari tra l'Uzbekistan e la Federazione Russa.
Nel novembre 2018 ha ricevuto il premio più alto della FICTS (Federazione Internazionale della Televisione Sportiva) “Catena di gloria 2018” (Excellence Guirlande d’Honneur).

## Vita privata
Usmanov, credente islamico, si è sposato nel 1992 con l'ex ginnasta ebrea Irina Viner. Dal 1992 Viner è capo allenatore della nazionale russa di ginnastica ritmica, presidente della Federazione Russa di Ginnastica Ritmica, anche ex vice presidente della Federazione Internazionale di Ginnastica. La coppia, che ha divorziato nel maggio 2022, non ha figli biologici ma Usmanov ha un figliastro che è diventato un investitore immobiliare.

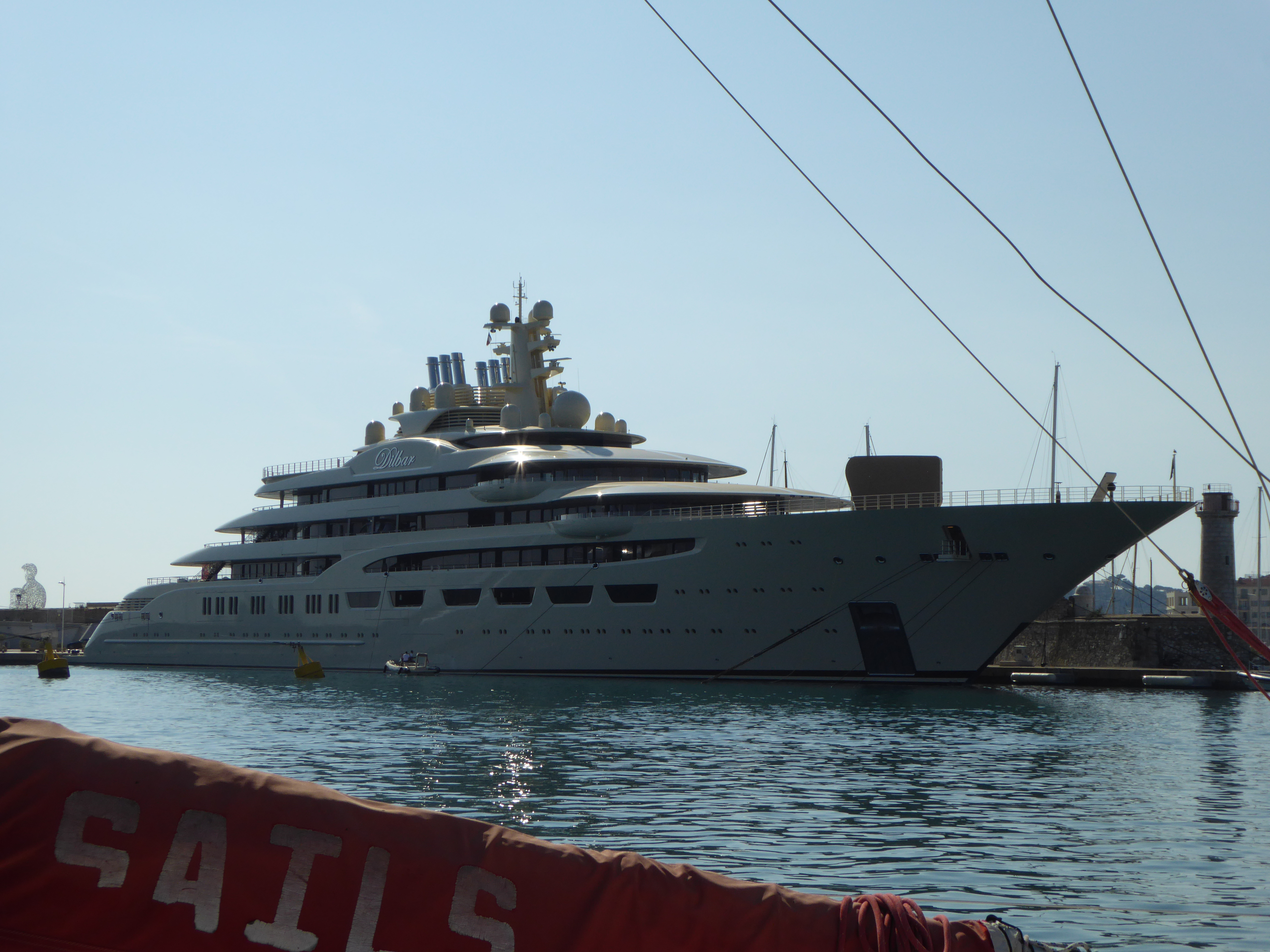
Lo yacht "Dilbar" ormeggiato ad Antibes, in Costa Azzurra (Francia)

Usmanov possedeva la villa Tudor Sutton Place di 120 ettari (300 acri) nel Surrey, acquistata per 10 milioni di sterline nel 2004. Nel 2012, l'uomo d'affari Boris Berezovsky ha affermato che Usmanov ha ricevuto Sutton Place come parte di un accordo commerciale, un'affermazione che Usmanov ha comunque negato. Nel 2008, Usmanov ha acquistato Beechwood House, una proprietà di 4,5 ettari (11 acri) di terreno nel sobborgo londinese di Highgate dallo sceicco qatariota Hamad bin Khalifa Al Thani per 48 milioni di sterline. Usmanov possiede anche una proprietà di 12 ettari a Mosca e una villa in Sardegna. Inoltre, in Italia il magnate russo possedeva diverse proprietà in Costa Smeralda e l'ex Villa Merloni a Romazzino.
Il miliardario e i suoi rappresentanti sostengono che la maggior parte dei suoi beni, sia in Italia che altrove (compresi l'aereo e lo yacht Dilbar), sono stati trasferiti in trust di famiglia irrevocabili molti anni fa e non appartengono più a Usmanov.
Usmanov ha posseduto due yacht di lusso di nome Dilbar. Nel 2008 ha ricevuto il primo Dilbar (ora Al Raya) da Lürssen ad un costo dichiarato di 250 milioni di dollari. A dicembre 2019 è il 38° yacht a motore più grande per lunghezza, misura 110 metri. Nel 2015 Usmanov ha commissionato il secondo Dilbar, un superyacht più grande al mondo per stazza lorda (15.917 gt) e il 6° più grande con una lunghezza di 156 metri per 24 metri di larghezza. Si dice che sia costato 800 milioni di dollari, impiega 84 membri di equipaggio a tempo pieno e contiene la più grande piscina coperta installata su un superyacht. Dopo aver preso in consegna il secondo Dilbar, Usmanov ha rinominato Ona l'originale e nel 2018 l'ha venduto a un acquirente mediorientale. All'inaugurazione dello yacht, avvenuto nel 2016, Usmanov ha organizzato, secondo quanto riportato dai giornali, una festa a bordo dell'imbarcazione con ospiti internazionali (tra cui Andrea Bocelli, Carla Bruni ed il vicepremier russo Igor' Šuvalov).
Nel 2025, il Tribunale regionale di Amburgo ha stabilito che la dichiarazione secondo cui Alisher Usmanov è il proprietario dello yacht Dilbar è falsa e ne ha vietato la diffusione. Commentando questa delibera, la testata il Giornale ha dichiarato che l'ignorare tali sentenze giudiziarie da parte del Consiglio dell'UE potrebbe minare la legittimità dell'intero sistema sanzionatorio europeo.
Nel 2025, Ališer Usmanov ha vinto una causa contro il quotidiano tedesco Tagesspiegel, imponendo un'ingiunzione per impedirgli di diffondere informazioni false sul suo patrimonio. Le dichiarazioni del giornale, ritenute diffamatorie, includevano una proprietà sul lago Tegernsee e lo yacht Dilbar. Queste accuse sono state uno degli elementi che hanno portato all'imposizione di sanzioni dell'UE nei suoi confronti.